# Нейта, Дэрилл
Дэ́рилл Са́ския Не́йта (англ. Daryll Saskia Neita; род. 29 августа 1996 года, Лондон, Великобритания) — британская легкоатлетка, специализирующаяся в спринтерском беге. Двукратный бронзовый призёр Олимпийских игр в эстафете 4×100 метров (2016 и 2020), двукратная чемпионка Европы в эстафете 4×100 метров.

## Биография
Начала заниматься лёгкой атлетикой с 11 лет. Ярко проявила себя в 2012 году, в 15-летнем возрасте выиграв чемпионат Англии среди школ на дистанции 100 метров и тестовый юношеский турнир на Олимпийском стадионе в Лондоне.
Выиграла чемпионат Англии 2015 года среди спортсменок не старше 20 лет, но на чемпионате Европы среди юниоров осталась на стометровке лишь 4-й.
В 2016 году она буквально ворвалась в число сильнейших спринтеров Великобритании. На чемпионате страны она улучшила личный рекорд в беге на 100 метров с 11,40 до 11,23 и заняла второе место. В эстафете 4×100 метров на чемпионате Европы стала серебряным призёром. А уже через несколько дней после этого успеха британские девушки (среди которых была и Дэрилл) установили новый национальный рекорд — 41,81.
На Олимпийских играх в Рио-де-Жанейро она не смогла выйти в полуфинал в беге на 100 метров, но в эстафете своим выступлением на четвёртом этапе принесла Великобритании бронзовую медаль. Рекорд страны не устоял и на этот раз — 41,77.
На Олимпийских играх в Париже занимала 4-е и 5-е места в забегах на дистанции 100 и 200 метров соответственно. В составе эсфеты 4х100 метров заняла 2-е место.

## Основные результаты
| Год  | Турнир                         | Место проведения         | Дисциплина       | Место       | Результат |
| ---- | ------------------------------ | ------------------------ | ---------------- | ----------- | --------- |
| 2015 | Чемпионат Европы среди юниоров | Эскильстуна, Швеция      | 100 м            | 4-е         | 11,69     |
| 2016 | Чемпионат Европы               | Амстердам, Нидерланды    | эстафета 4×100 м | 2-е         | 42,45     |
| 2016 | Олимпийские игры               | Рио-де-Жанейро, Бразилия | 100 м            | 25-е (заб.) | 11,41     |
| 2016 | Олимпийские игры               | Рио-де-Жанейро, Бразилия | эстафета 4×100 м | 3-е         | 41,77     |